# Тахерабад
Тахерабад (перс. طاهرآباد‎) — село на севере Ирана, в остане Тегеран. Входит в состав шахрестана Пардис. Является частью дехестана (сельского округа) Тахерабад бахша Бумехен.

## География
Село находится в центральной части остана, на правом берегу реки Рудханейе-Ира, на расстоянии приблизительно 4 километров (по прямой) к юго-востоку от города Пардис, административного центра шахрестана. Абсолютная высота — 1641 метр над уровнем моря.

## Население
По данным переписи 2006 года население села составляло 281 человек (152 мужчины и 137 женщин). В Тахерабаде насчитывалось 78 домохозяйств. Уровень грамотности населения составлял 79,9 %. Уровень грамотности среди мужчин составлял 84,2 %, среди женщин — 75,2 %.
В 2016 году в селе имелось 107 домохозяйств и проживало 320 человек (162 мужчины и 158 женщин).